# Listă de țări în care araba este limbă oficială

Hartă cu țările în care araba este limbă oficială unică (cu verde) sau limbă oficială împreună cu alta (altele) (cu albastru)

Limba arabă este limba oficială a 22 de state membre ale Ligii Arabe (inclusiv Palestina), dar și în Eritreea, Ciad, Israel.

## Araba literară limbă oficială

### Asia
| - Arabia Saudită - Bahrain - Emiratele Arabe Unite |  | - Irak - Palestina - Iordania |  | - Kuwait - Liban - Oman |  | - Qatar - Siria - Yemen |

### Africa
| - Algeria - Comore - Djibouti |  | - Egipt - Eritreea - Libia |  | - Maroc - Mauritania - Somalia |  | - Sudan - Ciad - Tunisia |  | - Sahara Occidentală |